# Stephen Ward (osteopaat)
Stephen Thomas Ward (Lemsford, Hertfordshire, 19 oktober 1912 – Londen, 3 augustus 1963) was een Brits osteopaat, kunstenaar en societyfiguur die in het begin van de jaren 1960 verwikkeld geraakte in een politiek schandaal dat hem internationale bekendheid bezorgde, maar ook tot een wanhoopsdaad dreef.

## Levensloop
Stephen Ward was een zoon van de dominee van Lemsford Arthur Evelyn Ward en van Eileen Esmée, de dochter van Thomas Mercer Cliffe Vigors. Veel leden van de Wardfamilie waren ofwel lid van de clerus, ofwel militair.
In 1920 verhuisde het talrijk gezin naar Twickenham, waar Arthur Ward de vicar werd van de Holy Trinity Church en in 1922 naar Torquay in Devon, waar hij de vicaris werd van de St. Matthiaskerk. Hij werd in 1934 kanunnik van de kathedraal van Rochester en domheer van de kathedraal van Exeter.
Stephen volgde lager en middelbaar onderwijs in Canford School, een kostschool in Canford Magna Dorset. Hij was geen al te naarstige student en toen hij in 1929 de school verliet had hij nog geen beroepsvooruitzichten.
Hij verhuisde naar Londen en werkte er enkele maanden als tapijtenverkoper. Een oom vond voor hem werk in Hamburg bij Shell Oil. Na een jaar verhuisde hij naar Parijs. Hij verdiende er geld als stadsgids en ging tegelijk lessen volgen aan de Sorbonne. In 1932 was hij weer even in Torquay en vandaar trok hij weer naar Londen, waar hij thee verkocht.
Op aanraden van zijn moeder trok hij in 1934 naar de Kirksville College of Osteopathy and Surgery in Missouri. Na vier jaar studie promoveerde hij tot gekwalificeerd osteopaat.
Terug in Torquay vestigde hij zich als osteopaat. Na korte tijd brak in september 1939 de Tweede Wereldoorlog uit. Als vrijwilliger wilde hij toetreden tot het Royal Army Medical Corps (RAMC), maar hij werd geweigerd omdat zijn Amerikaans diploma niet erkend werd. In 1941 werd hij opgeroepen als soldaat in het Royal Armoured Corps, in Bovington. Weldra werd het bekend dat hij osteopaat was en mocht hij voltijds zijn beroep uitoefenen. Dit kwam de artsenvereniging ter ore en hem werd een verbod opgelegd dit verder te doen. Hij mocht nochtans verder werken als brancardier en bevorderde tot onderluitenant.
In maart 1944 werd hij naar India overgeplaatst. Het leger bleef moeite hebben hem een juiste activiteit te geven. Het meeste van zijn tijd gebruikte hij om te lobbyen voor de erkenning van de osteopathie. Daarnaast vervulde hij niet-medische functies. Toch kon hij in beperkte mate zijn beroep uitoefenen en had onder zijn patiënten onder meer Mahatma Gandhi. In 1945 kreeg hij een zenuwinzinking en werd een tijdje behandeld in een psychiatrisch ziekenhuis. In oktober 1945 kwam hij naar Engeland terug en werd uit het leger ontslagen.
Eerst werkte hij voor de Osteopathic Association Clinic in Dorset Square, Londen. Hij behandelde daar verschillende bekende personen. De eerste onder hen was de Amerikaanse ambassadeur, W. Averell Harriman. Hij behandelde ook Duncan Sandys, de schoonzoon van Winston Churchill, die hem aan zijn schoonvader aanbeval.
Weldra vestigde Ward zich op Cavendish Square nabij Harley Street als zelfstandig osteopaat. Hij kreeg snel reputatie en had weldra een mooi cliënteel in de betere Londense kringen. Dit bracht ook een sociaal leven mee waarin hij met zijn aangename omgangsvormen en zijn plezierige conversatie weldra populair was. Hij werd bevriend met de cartoonist Arthur Ferrier, die veel vrienden had en op wiens feesten men onder meer een jonge marineofficier ontmoette die weldra van zich zou laten horen, prins Philip Mountbatten. Ook Ward organiseerde feesten die bekendheid kregen door de klassenvermenging die er voorkwam, ook vrouwelijk schoon was veeltallig aanwezig.
Als hobby volgde hij cursussen aan de Slade School en ontwikkelde talent voor portretteren. Hij maakte er zijn tweede beroep van. Zijn kabinet, maar ook zijn sociaal leven, gingen door op het adres Wimpole Mews. In 1960 kreeg hij een bestelling van The Illustrated London News voor een serie van portretten gewijd aan nationale en internationale figuren. Onder hen bevonden zich prins Philip van Edinburgh en prinses Margaret.
Ward hoopte ook naar de Sovjet-Unie te kunnen reizen om er portretten te maken van de Sovjetleiders. Hij kreeg een introductie van een van zijn patiënten voor de attaché en KGB-agent Eugeen Ivanov in de Sovjetambassde. Ward en Ivanov werden vrienden en de Rus nam vaak deel aan de weekendparty's in de Cliveden cottage.
In 1948 trouwde Stephen met Patricia Mary Baines, een actrice uit een welgestelde familie. Het werd geen succes en na korte tijd volgde een scheiding.
Ward was populair in de Londense hogere kringen. Onder zijn patiënten sloot hij vriendschap met William, derde burggraaf Astor, die voor hem een introductie betekende in deze hogere kringen. Vanaf 1956 gaf Astor hem gastvrij een villa op de gronden van zijn landhuis Cliveden. Ward organiseerde er heel wat recepties en feestjes, met leden uit de maatschappelijke bovenlaag. Van zijn kant introduceerde hij de wat bedeesde Astor in het Londense nachtleven.

## Het Profumoschandaal
In het jaar 1961 nam de minister van Defensie, John Profumo, aan een van zijn weekendfeestjes deel en maakte er kennis met de negentienjarige showgirl Christine Keeler, met wie hij een korte affaire had.
Ward stelde eveneens zijn vriend, de militair attaché van de Sovjetambassade en KGB-agent Yevgeny Ivanov aan Christine Keeler voor. De Britse geheime dienst MI5 contacteerde Ward in de hoop dat hij Ivanov kon overtuigen naar het Westen over te lopen. Toen ook Ivanov een relatie begon met Christine Keeler, werd het een delicaat probleem. Profumo werd gewaarschuwd door MI5 over de risico's die hij liep en hij maakte een einde aan zijn verhouding met Keeler. Tot begin 1963 was hiervan verder geen sprake meer, totdat het verwarde leven van Keeler door sommige persorganen werd gevolgd en publiek gemaakt. Profumo werd ervan beschuldigd met Keeler een verhouding te hebben gehad, maar hij ontkende plechtig in een verklaring voor het Lagerhuis. Nochtans, enkele weken later moest hij toch bekennen met Keeler een verhouding te hebben gehad. Aangezien ook haar relatie met de Sovjetdiplomaat bekend werd, moest Profumo onvermijdelijk ontslag nemen als minister, parlementslid en lid van de Privy Council. Ward van zijn kant kreeg te maken met de zedenpolitie die seksfuiven en andere onfraaie activiteiten, met veiligheidsrisico's, in hogere kringen vermoedde. In juni 1963 werd hij beschuldigd van immorele activiteiten en voor de rechtbank gesleept.
Toen in juli 1963 de rechtszaak voorkwam, moest Ward vaststellen dat zijn vroegere invloedrijke vrienden hem allen in de steek lieten. Hij bevond zich tegenover een virulente aanklager en een vooringenomen rechter. De meeste aanklachten werden weliswaar bij gebrek aan bewijzen opgegeven, maar twee ervan mondden uit op een veroordeling vanwege activiteiten als pooier. Nog voor de straf zou worden uitgesproken pleegde Ward zelfmoord door middel van slaappillen. Voor geruchten dat hij zou zijn vermoord zijn nooit bewijzen gevonden.